# Río Cacín
El río Cacín es un corto río del sur de España, un afluente de la margen izquierda del río Genil a su paso por la Tierra de Alhama, en la provincia de Granada, comunidad autónoma de Andalucía. Tiene una longitud de unos 50 km; 33,1 km desde el embalse de los Bermejales hasta su desembocadura en el río Genil, entre los términos de Huétor Tájar y Villanueva Mesía. Su principal afluente es el río Alhama.

## Características físicas
El valle del río Cacín está formado por numerosos depósitos cuaternarios asociados a la dinámica fluvial del río. Entre los depósitos más destacados, cabe mencionar varios niveles de terrazas encajadas. Los materiales más abundantes están formados por conglomerados, arenas y arcillas, en función a su cercanía al lecho fluvial. Una formación de gran interés paisajístico es la gran garganta que ha formado el río a costa de excavar en los materiales más blandos. 
También hay que destacar el paraje de La Resinera, comprendida por una serie de lomas y llanos que configuran la cabecera de la cuenca del río Cacín, principalmente por sus afluentes: el río Cebollón y el río Grande.
Los suelos predominantes son los regosoles, formados a partir de los materiales de tipo calizo y margoso en la zona, que son aprovechados para el cultivo, ante todo en el valle del río.
En cuanto a la calidad de sus aguas, el río presenta varios tramos con índices de calidad altos y adecuados para la vida de salmónidos.
El río pertenece a la cuenca del Guadalquivir, dentro del subsistema 5.1.2. La cuenca del Cacín está regulada por el embalse de Los Bermejales, y el río Alhama, que confluye con el primero en las proximidades de Moraleda de Zafayona.

## Características humanas
Las características físicas del valle y terrazas del río han permitido un poblamiento en esta zona desde muy antiguo. En la Cueva de Cacín, yacimiento arqueológico del Neolítico localizado en los Tajos de Cacín (Alhama de Granada), se ha encontrado el famoso Vaso de Cacín con decoración impresa cardial, calificado como el hallazgo más meridional de cerámica de este tipo en la península ibérica. Actualmente se expone en el Museo Arqueológico Nacional de España.
También hay que nombrar los restos de una necrópolis megalítica en el pantano de los Bermejales, entre los municipios de Alhama de Granada y Arenas del Rey.
Por último, en los Tajos de Cacín se encuentra un magnífico puente llamado puente romano pero construido a principios del siglo XX.

## Afluentes
Los principales afluentes del río Cacín son:
- río Alhama;
- río Grande;
- río Cebollón.

## Municipios que atraviesa
- Arenas del Rey
- Alhama de Granada
- Cacín
- Moraleda de Zafayona
- Huétor Tájar
- Villanueva Mesía

## Parajes y paisajes destacados
- Garganta o Tajos del Cacín
- La Resinera
- Yacimientos arqueológicos